# Richard Milliken
Pour les articles homonymes, voir Milliken (homonymie).
 Richard Alexander Milliken, est né le 2 septembre 1950 à Bangor (Irlande du Nord). C’est un joueur de rugby à XV sélectionné en équipe d'Irlande au poste de trois quart centre.

## Carrière
Ildispute son premier test match le 10 février 1973 contre l'Angleterre et son dernier contre l'équipe du pays de Galles, le 15 mars 1975.
Il joue quatre test matches avec les Lions britanniques, en 1974 (tournée en Afrique du Sud).

## Palmarès
- 14 sélections (+ 1 non officielle)
- Sélections par années : 4 en 1973, 6 en 1974, 4 en 1975
- Trois Tournois des Cinq Nations disputés: 1973, 1974, 1975.
- Vainqueur du Tournoi des Cinq Nations en 1973 (victoire partagée) et en 1974.